# 11e étape du Tour de France 1919
Pour un article plus général, voir Tour de France 1919.
La 11e étape du Tour de France 1919 s'est déroulée le 19 juillet.
Les coureurs relient Grenoble à Genève (Suisse), au terme d'un parcours montagneux de 325 kilomètres empruntant notamment le col du Galibier.
Le Français Honoré Barthélémy remporte sa quatrième victoire d'étape, sa troisième consécutive ; son compatriote Eugène Christophe conserve la tête du classement général.

## Parcours
Les coureurs partent de Grenoble et entame l'ascension du col du Galibier via le col du Lautaret en traversant Vizille, Livette, Bourg-d'Oisans, Le Freney et La Grave ; s'ensuit une longue descente par Plan-Lacha, Valloires, Saint-Michel-de-Maurienne, Saint-Jean-de-Maurienne, La Chambre et Aiguebelle. La deuxième ascension vers le col des Aravis passe par Notre-Dame-des-Millières, Albertville et Flumet. La descente des Aravis conduit les coureurs à La Clusaz, Thônes et Annecy et précède la troisième et dernière ascension de l'étape vers le col du Mont-Sion par le Pont de la Caille et Cruseilles. L'arrivée de l'étape se réalise en descente par Saint-Julien-en-Genevois puis Genève (Suisse).

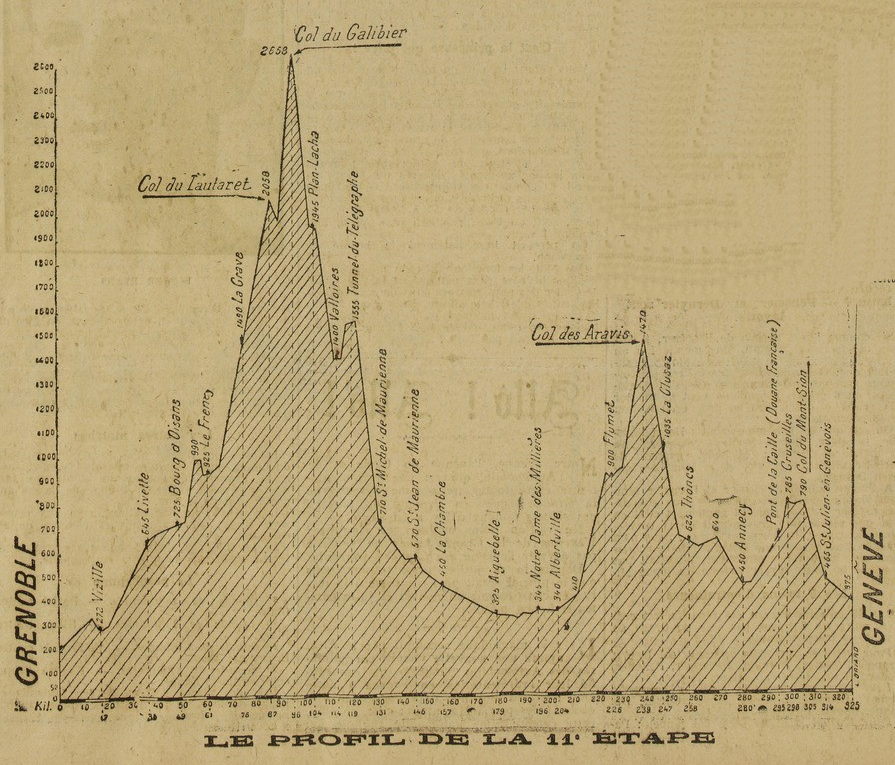
Le profil de la 11e étape paru dans L'Auto le 18 juillet 1919

## Classements

### Classement de l'étape
| \| Classement de l'étape \| Classement de l'étape \| Classement de l'étape \| Classement de l'étape \| Classement de l'étape \| \| Coureur \| Coureur \| Pays \| Équipe \| Temps \| \| --------------------- \| --------------------- \| --------------------- \| --------------------- \| --------------------- \| \| 1er \| Honoré Barthélémy \| France \| La Sportive \| 12 h 46 min 41 s \| \| 2e \| Luigi Lucotti \| Italie \| Bianchi \| + 10 min 08 s \| \| 3e \| Jean Alavoine \| France \| Peugeot-Wolber \| + 15 min 06 s \| \| 4e \| Léon Scieur \| Belgique \| La Sportive \| + 15 min 06 s \| \| 5e \| Eugène Christophe \| France \| \| + 15 min 06 s \| \| 6e \| Firmin Lambot \| Belgique \| La Sportive \| + 15 min 06 s \| \| 7e \| Jacques Coomans \| Belgique \| La Sportive \| + 26 min 01 s \| \| 8e \| Paul Duboc \| France \| \| + 1 h 19 min 30 s \| \| 9e \| Alfred Steux \| Belgique \| La Sportive \| + 3 h 13 min 39 s \| \| 10e \| Jules Nempon \| France \| \| + 3 h 13 min 39 s \| |                   |          |                |                   |
| |                   |          |                |                   |
| |                   |          |                |                   |
| Classement de l'étape |                   |          |                |                   |
| Coureur | Coureur           | Pays     | Équipe         | Temps             |
| 1er | Honoré Barthélémy | France   | La Sportive    | 12 h 46 min 41 s  |
| 2e | Luigi Lucotti     | Italie   | Bianchi        | + 10 min 08 s     |
| 3e | Jean Alavoine     | France   | Peugeot-Wolber | + 15 min 06 s     |
| 4e | Léon Scieur       | Belgique | La Sportive    | + 15 min 06 s     |
| 5e | Eugène Christophe | France   |                | + 15 min 06 s     |
| 6e | Firmin Lambot     | Belgique | La Sportive    | + 15 min 06 s     |
| 7e | Jacques Coomans   | Belgique | La Sportive    | + 26 min 01 s     |
| 8e | Paul Duboc        | France   |                | + 1 h 19 min 30 s |
| 9e | Alfred Steux      | Belgique | La Sportive    | + 3 h 13 min 39 s |
| 10e | Jules Nempon      | France   |                | + 3 h 13 min 39 s |

### Classement général
| \| Classement général \| Classement général \| Classement général \| Classement général \| Classement général \| \| Coureur \| Coureur \| Pays \| Équipe \| Temps \| \| ------------------ \| ------------------ \| ------------------ \| ------------------ \| ------------------ \| \| 1er \| Eugène Christophe \| France \| \| 164 h 34 min 41 s \| \| 2e \| Firmin Lambot \| Belgique \| La Sportive \| + 23 min 19 s \| \| 3e \| Jean Alavoine \| France \| Peugeot-Wolber \| + 39 min 51 s \| \| 4e \| Honoré Barthélémy \| France \| La Sportive \| + \| \| 5e \| Léon Scieur \| Belgique \| La Sportive \| + \| \| 6e \| Jacques Coomans \| Belgique \| La Sportive \| + \| \| 7e \| Alfred Steux \| Belgique \| La Sportive \| + \| \| 8e \| Luigi Lucotti \| Italie \| Bianchi \| + \| \| 9e \| Paul Duboc \| France \| \| + \| \| 10e \| Joseph Van Daele \| Belgique \| La Sportive \| + \| |                   |          |                |                   |
| |                   |          |                |                   |
| |                   |          |                |                   |
| Classement général |                   |          |                |                   |
| Coureur | Coureur           | Pays     | Équipe         | Temps             |
| 1er | Eugène Christophe | France   |                | 164 h 34 min 41 s |
| 2e | Firmin Lambot     | Belgique | La Sportive    | + 23 min 19 s     |
| 3e | Jean Alavoine     | France   | Peugeot-Wolber | + 39 min 51 s     |
| 4e | Honoré Barthélémy | France   | La Sportive    | +                 |
| 5e | Léon Scieur       | Belgique | La Sportive    | +                 |
| 6e | Jacques Coomans   | Belgique | La Sportive    | +                 |
| 7e | Alfred Steux      | Belgique | La Sportive    | +                 |
| 8e | Luigi Lucotti     | Italie   | Bianchi        | +                 |
| 9e | Paul Duboc        | France   |                | +                 |
| 10e | Joseph Van Daele  | Belgique | La Sportive    | +                 |